# Eingemeindungen in die Stadt Aachen

Wappen der Stadt Aachen

Durch die Eingemeindungen in die Stadt Aachen, also das Eingliedern ehemals eigenständiger Gemeinden oder anderer Gebietsteile, wuchs das Territorium der Stadt Aachen ab dem Ende des 19. Jahrhunderts und im Verlauf des 20. Jahrhunderts beträchtlich an.

## Geschichte

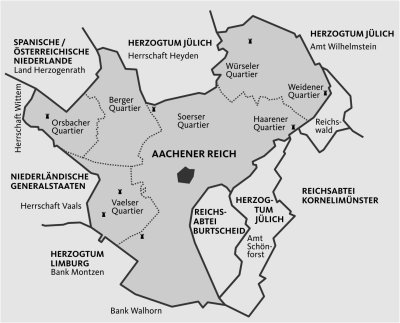
Aachen und Umgebung im 18. Jahrhundert

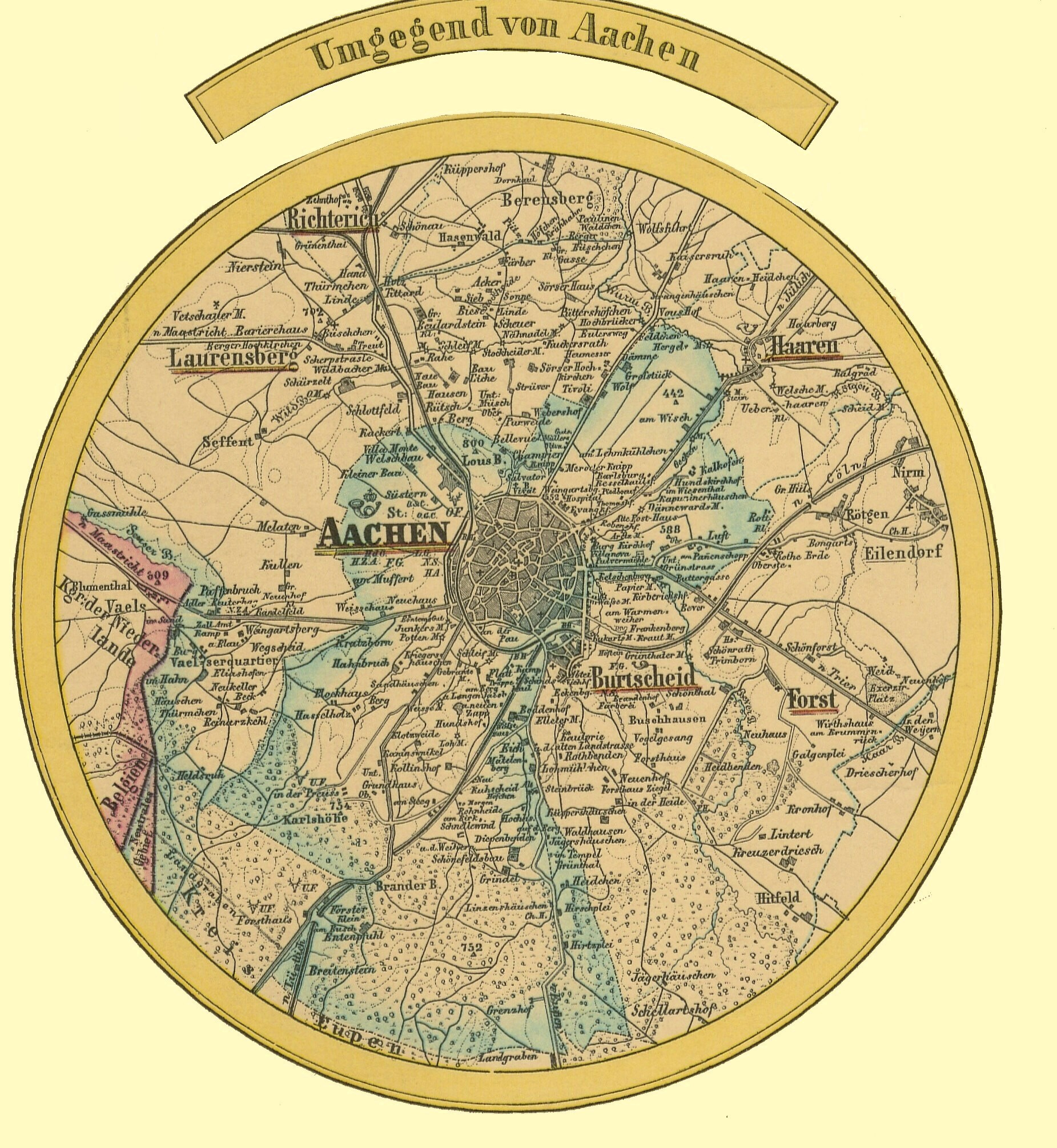
Aachen und Umgebung um 1860

Das Aachener Reich, dessen Fläche etwa 9000 Hektar betrug, umfasste vom Mittelalter an bis zum Ende des 18. Jahrhunderts außer dem eigentlichen Stadtgebiet der Aachener Altstadt, das von der Stadtmauer umgeben war, auch ein außerhalb der Mauer liegendes Gebiet. Neben dem sogenannten Glockenklang in unmittelbarer Umgebung der Stadtmauer gehörten dazu sieben Quartiere. Weitere Territorien, die zumindest teilweise auf dem heutigen Stadtgebiet Aachens lagen, waren die Reichsabtei Burtscheid, die Reichsabtei Kornelimünster und die zum Herzogtum Jülich gehörenden Gebiete Amt Schönforst und Herrschaft Heyden.
Mit dem Einmarsch der Franzosen 1792 und dem Anschluss der Rheinlande an Preußen 1815 änderte sich die politische Gliederung der Region. Aachen wurde zunächst eine Mairie und dann eine Bürgermeisterei. Aus den ehemaligen Quartieren des Aachener Reichs entstanden die Gemeinden Laurensberg (Berger Quartier, Orsbacher Quartier, Vaalser Quartier und Soerser Quartier), Haaren (Haarener Quartier), Würselen (Würselener Quartier), und Weiden (Weidener Quartier). Die Reichsabteien wurden aufgelöst, die Stadt Burtscheid und die ehemals zur Reichsabtei Kornelimünster gehörenden Orte Brand, Eilendorf, Kornelimünster und Walheim wurden eigenständige politische Gemeinden. Aus dem Amt Schönforst wurde die Gemeinde Forst, und aus einem Teil der Herrschaft Heyden entstand die Gemeinde Richterich.
Die ersten Erweiterungen des Stadtgebiets von Aachen erfolgten nach Südosten hin durch Eingemeindung der Stadt Burtscheid 1897 und der Gemeinde Forst 1906. Infolge von Grenzkorrekturen zwischen dem Deutschen Reich und dem Königreich Belgien kamen 1922 die Ortschaften Bildchen, Lichtenbusch und Sief, die ehemals zu dem 1921 aufgelösten Kreis Eupen gehört hatten, nach Aachen. 1968 wurden im Rahmen einer Arrondierung Teile der Gemeinde Brand eingegliedert. Die größte Erweiterung des Stadtgebiets war die letzte, am 1. Januar 1972 erfolgte Eingemeindung von sieben Umlandgemeinden gemäß dem Aachen-Gesetz von 1971. Sie ließ die Fläche des Stadtgebiets auf etwa das Dreifache und die Bevölkerung um etwa 35 % steigen. Damit wuchs das Stadtgebiet Aachens von 3056 Hektar vor der ersten Eingemeindung bis auf 16.082,9 Hektar im Jahre 1998 an, hat sich also mehr als verfünffacht. Dabei sind auch Änderungen durch kleinere Grenzkorrekturen und Neuvermessungen berücksichtigt.
Auch wenn die eingemeindeten Gebiete politisch in der Stadt Aachen aufgingen, sind die Bezeichnungen der entsprechenden Territorien noch in Form der Gemarkungen Aachens erhalten. Bei den Eingemeindungen von 1972 wurde das stark vergrößerte Stadtgebiet in Stadtbezirke Aachens unterteilt. Das vorherige Stadtgebiet bildet seitdem im Wesentlichen den Stadtbezirk Aachen-Mitte. Fünf der sieben neu eingemeindeten Gemeinden wurden zu eigenen Stadtbezirken, Kornelimünster und Walheim wurden zu einem gemeinsamen Stadtbezirk zusammengefasst.

## Eingliederungen

Flächenwachstum Aachens durch Eingemeindungen

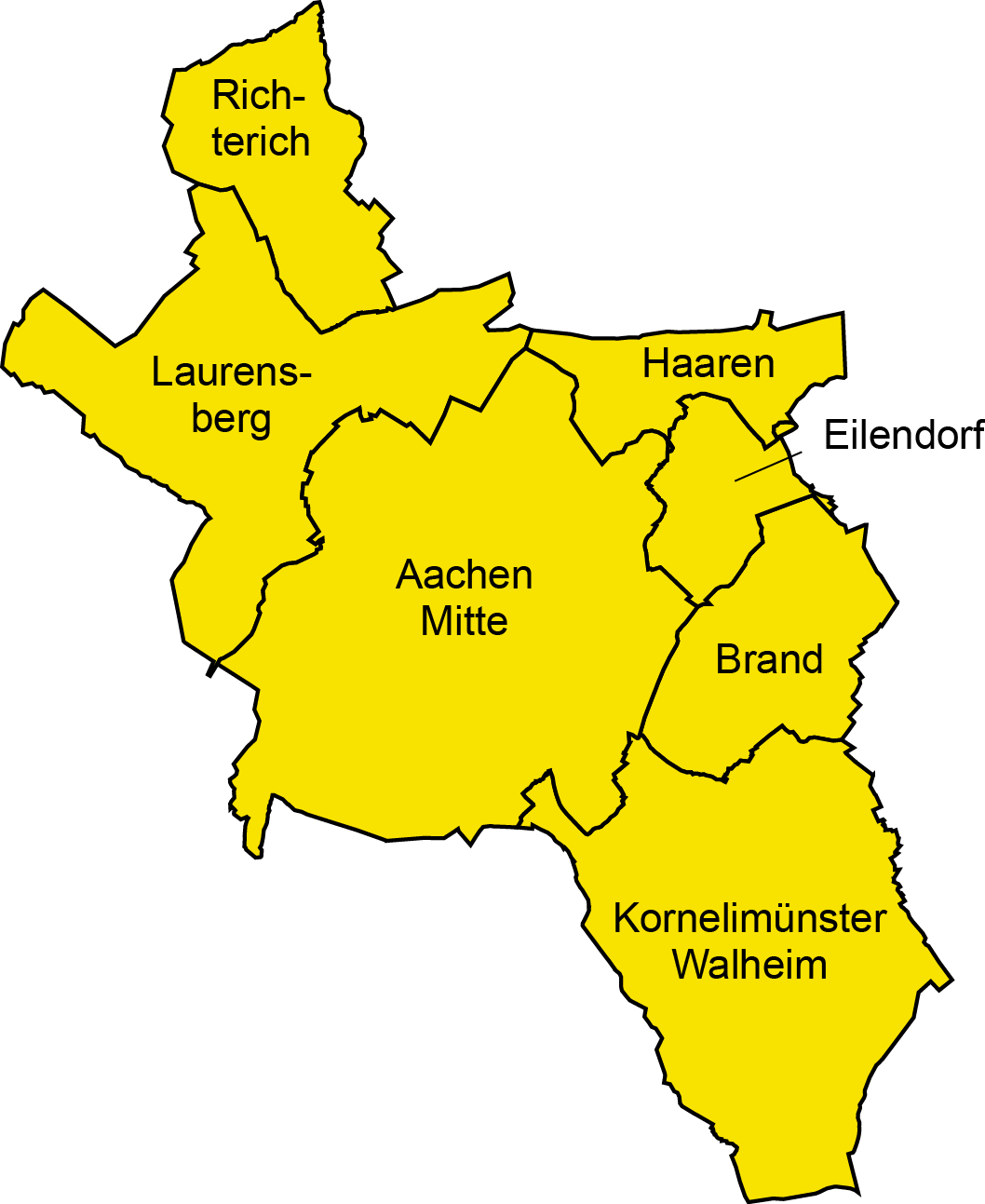
Lage der 1972 eingemeindeten Gebiete in Aachen

Das Stadtgebiet Aachens wurde seit dem Ende des 19. Jahrhunderts durch Eingliederung folgender Städte, Gemeinden oder Ortsteile erweitert:
| Datum            | Fläche     | Gebiet                                                                                   | mit den Ortsteilen                                                                       | Gemarkung      | Stadtbezirk (seit 1972) |
| ---------------- | ---------- | ---------------------------------------------------------------------------------------- | ---------------------------------------------------------------------------------------- | -------------- | ----------------------- |
| -                | 3.056,0 ha | Alt-Aachen                                                                               |                                                                                          | Aachen         | Aachen-Mitte            |
| 1. April 1897    | 858,6 ha   | Stadt Burtscheid                                                                         |                                                                                          | Burtscheid     | Aachen-Mitte            |
| 1. April 1906    | 1.145,7 ha | Gemeinde Forst                                                                           |                                                                                          | Forst          | Aachen-Mitte            |
| 1. November 1922 | 789,1 ha   | Gebiete Ostbelgiens                                                                      | Bildchen                                                                                 | Aachen         | Aachen-Mitte            |
| 1. November 1922 | 789,1 ha   | Gebiete Ostbelgiens                                                                      | Lichtenbusch                                                                             | Lichtenbusch   | Kornelimünster/Walheim  |
| 1. November 1922 | 789,1 ha   | Gebiete Ostbelgiens                                                                      | Sief                                                                                     | Sief           | Kornelimünster/Walheim  |
| 30. August 1968  | 30,8 ha    | Teile der Gemeinde Brand                                                                 | Driescher Hof, Hitfeld                                                                   | Forst          | Aachen-Mitte            |
| 1. Januar 1972   | 10.595 ha  | Gemeinde Brand                                                                           |                                                                                          | Brand          | Brand                   |
| 1. Januar 1972   | 10.595 ha  | Gemeinde Eilendorf                                                                       |                                                                                          | Eilendorf      | Eilendorf               |
| 1. Januar 1972   | 10.595 ha  | Gemeinde Haaren                                                                          |                                                                                          | Haaren         | Haaren                  |
| 1. Januar 1972   | 10.595 ha  | Teile der Gemeinde Kornelimünster                                                        | Kornelimünster                                                                           | Kornelimünster | Kornelimünster/Walheim  |
| 1. Januar 1972   | 10.595 ha  | Gemeinde Laurensberg                                                                     |                                                                                          | Laurensberg    | Laurensberg             |
| 1. Januar 1972   | 10.595 ha  | Gemeinde Richterich                                                                      |                                                                                          | Richterich     | Richterich              |
| 1. Januar 1972   | 10.595 ha  | Gemeinde Walheim                                                                         |                                                                                          | Walheim        | Kornelimünster/Walheim  |
| 1. Januar 1972   | 10.595 ha  | Einzelne Flurstücke der Gemeinde Broichweiden, der Stadt Stolberg und der Stadt Würselen | Einzelne Flurstücke der Gemeinde Broichweiden, der Stadt Stolberg und der Stadt Würselen | diverse        | diverse                 |

## Ausgliederungen
Im Laufe der Jahre wurden auch kleinere Gebiete aus der Stadt Aachen ausgegliedert:
| Datum           | Fläche    | Gebiet                                                  | ausgegliedert nach |
| --------------- | --------- | ------------------------------------------------------- | ------------------ |
| 1. Oktober 1968 | 6,88 ha   | Berliner Ring, Wurmbach, Am Reitersweg                  | Gemeinde Haaren    |
| 1. Januar 1974  | 384,00 ha | Münsterbildchen, Rotterdell, Zeltplatz von Mulartshütte | Gemeinde Roetgen   |